# IC 2734
IC 2734 је спирална галаксија у сазвјежђу Лав која се налази на листи објеката дубоког неба у Индекс каталогу.
Деклинација објекта је + 12° 26' 35" а ректасцензија 11h 20m 23,8s. Привидна величина (магнитуда) објекта IC 2734 износи 15,0 а фотографска магнитуда 15,8.